# Малатеста II Малатеста ди Соляно
Вижте пояснителната страница за други личности с името Малатеста Малатеста.
Малатеста II Малатеста ди Соляно (на италиански: Malatesta II Malatesta di Sogliano; † пр. 1389) от кадетския клон Малатеста ди Соляно на рода Малатеста е с брат си Рамберто II суверенен граф на Соляно и владетел на Пенабили, Верукио, Ронкофредо, Поджо дей Берни, Чола дей Малатести, Монтеджели, Ронтаняно, Савиняно ди Риго, Пиетра дел'Узо, Монтебело, Монтепетра, Стригара, Сан Мартино ин Конверсето, Монтекодруцо и Раджано през 1358 г.

## Произход
Той е син на Джовани II Малатеста ди Соляно († 1358), граф на Соляно и господар на  Пенабили, Верукио, Ронкофредо, Поджо дей Берни, Чола дей Малатести, Монтеджели, Ронтаняно, Савиняно ди Риго, Пиетра дел'Узо, Монтебело, Монтепетра и Стригара около 1352 г. Има един брат:
- Рамберто II († 1379), граф на Соляно заедно с него, бездетен

## Биография
Той е сирак под опеката на майка си, когато през ноември 1358 г. дружината наемници начело с граф Конрад фон Ландау (Граф Ландо) превзема замъка на Соляно, като го разграбва напълно и убива 123 жители. Опожарени са Стригара, Сан Мартино ин Конверсето, Поджо, Раджано и Монтекодруцо. С оцелелите Малатеста II отново заселва Борги.
Продава Поджо дей Берни на Комуна Римини около 1370 г. и губи Монтебело, завладян от Да Монтефелтро през 1387 г. Обявен е за васал на папата за Стригара през 1371 г.

## Брак и потомство
∞ за Аниезина Фаитани, патриция на Римини, дъщеря на Лудовико ди Босоло дей Фаитани, от която има двама сина и три дъщери:
- Джовани III Малатеста ди Соляно, наречен Дзане (ок. 1377, † сл. 1442), негов  наследник
- Гулиелмо Малатеста ди Соляно († в ранна детска възраст)
- Маргарита Малатеста ди Соляно, ∞ за Тино Малатеста ди Сан Мауро, син на Джовани Малатеста ди Сан Мауро
- Франческа Малатеста ди Соляно († пр. 1389), неомъжена
- Орабиле Малатеста ди Соляно

|  | Тази страница частично или изцяло представлява превод на страницата Malatesta II Malatesta de Sogliano в Уикипедия на каталонски. Оригиналният текст, както и този превод, са защитени от Лиценза „Криейтив Комънс – Признание – Споделяне на споделеното“, а за съдържание, създадено преди юни 2009 година – от Лиценза за свободна документация на ГНУ. Прегледайте историята на редакциите на оригиналната страница, както и на преводната страница, за да видите списъка на съавторите. ВАЖНО: Този шаблон се отнася единствено до авторските права върху съдържанието на статията. Добавянето му не отменя изискването да се посочват конкретни източници на твърденията, които да бъдат благонадеждни. |